# خرس قهوه‌ای هیمالیایی
خرس قهوه‌ای هیمالیایی (نام علمی: Ursus arctos isabellinus) نام یک زیرگونه از گونه خرس قهوه‌ای است.